# Санта-Мария-ди-Ликодия
Санта-Мария-ди-Ликодия (итал. Santa Maria di Licodia) — коммуна в Италии, располагается в регионе Сицилия, подчиняется административному центру Катания.
Население составляет 6745 человек, плотность населения составляет 259 чел./км². Занимает площадь 26 км². Почтовый индекс — 95038. Телефонный код — 095.
Покровителем коммуны почитается святой Иосиф Обручник, празднование в первое воскресение августа.